# Disk Quota
Disk Quota (englisch disk ‚Festplatte‘ und quota ‚Anteil‘, ‚Kontingent‘) wird die Begrenzung des Speicherplatzes auf Speichermedien, wie etwa Festplatten, für einen einzelnen Benutzer oder eine Gruppe von Benutzern genannt. Der Mechanismus ist fester Bestandteil der meisten Unix-Versionen bzw. wird direkt im Systemkern, in der Regel direkt in Verbindung mit dem genutzten Dateisystem, umgesetzt. Seit Windows 2000 gibt es Disk Quotas auch für Betriebssysteme von Microsoft, dort werden diese allgemein Datenträgerkontingent oder kurz Kontingent genannt.

## Details
Das Ziel ist im Allgemeinen, eine technische Grenze für Speicherplatzverbrauch zu setzen, um zu garantieren, dass alle Benutzer die zur Verfügung stehenden Systemressourcen wie vorgesehen nutzen können. In Umgebungen, wo Speicherplatz vermietet wird (etwa beim Webhosting) will man neben diesen Qualitätserwägungen auch dafür sorgen, dass Benutzer nur so viel Speicher verwenden, wie sie bezahlen.

### Quota-Typen
Im Allgemeinen werden zwei Speicherplatzgrenzen unterschieden, die vom Systemadministrator einzustellen sind: das so genannte Soft Quota (ein „weiches“ Warnlimit, das für kurze Zeit überschritten werden darf) und das Hard Quota (ein „hartes“ Limit, das absolut nicht überschritten werden kann). Manchmal wird zusätzlich eine grace period („Gnadenfrist“) eingestellt, die bestimmt, wie lange das Softlimit überschritten werden darf (s. u.).
Neben der Unterscheidung zwischen Softlimit und Hardlimit wird üblicherweise auch zwischen der usage quota bzw. block quota sowie der file quota oder inode quota unterschieden. Während block quotas den tatsächlichen maximalen Speicherplatz begrenzen, wird bei file quota die Anzahl an Dateien und Verzeichnissen (im Allgemeinen Inodes) auf ein Maximum beschränkt.
Während die vorgenannten Quota-Typen sich üblicherweise auf ein Verzeichnis und dessen Unterverzeichnisse beziehen, besteht auch die Möglichkeit, Speicherplatz je Benutzer zu limitieren; diese Möglichkeit besteht etwa bei Novell Netware. Das Speicherguthaben des Benutzers, das User Quota, bezieht sich hierbei nicht auf sein Heimatverzeichnis, sondern es werden alle Daten berücksichtigt, von denen der Benutzer als Besitzer geführt wird, egal in welchem Verzeichnis des Baumes diese Daten liegen.

### Quota-Verletzung
Überschreitet ein Benutzer sein Soft Quota, so bekommt er normalerweise eine Nachricht vom System. Oftmals wird beispielsweise eine E-Mail verschickt. Oft wird auch zugleich der Systemadministrator über den Vorfall informiert.
Gibt es eine grace period, so überwacht das System die Speicherplatzentwicklung des fraglichen Benutzers: Wird in dieser Zeit der Verbrauch nicht unter das weiche Limit reduziert, dann sperrt das System den weiteren Speicherplatzverbrauch: Das weiche Limit wird erzwungen, bis der Benutzer wieder genug Speicher freigibt.